# SC Staaken
Der Sport-Club Staaken 1919 e. V., kurz SC Staaken, ist ein Fußballverein aus dem Berliner Ortsteil Staaken im Bezirk Spandau. Heimstätte des Clubs ist der Sportpark Staaken, umgangssprachlich auch Sportplatz am Bahnhof genannt, welcher 1500 Zuschauern Platz bietet. In den Spielzeiten 1938 bis 1945 spielte der SCS auf dem Gelände des Spandauer BC.

## Verein
Der SC Staaken wurde am 12. Juli 1919 gegründet. 1937 fusionierte der bis 1945 stets unterklassig spielende Sportclub mit dem MTV 1906 Staaken zum TSV Staaken 1906. Ab 1942 bildete der TSV Staaken eine Kriegssportgemeinschaft mit der BSG Klüssendorf und agierte bis Kriegsende unter der Bezeichnung KSG Staaken/Klüssendorf.
Nach 1945 begann die sportlich erfolgreichste Zeit der neu gegründeten SG Staaken. Verstärkt durch den Beitritt der Mannschaft von Lufthansa SG Berlin, die bereits in der Gauliga Berlin-Brandenburg eine feste Größe war, konnte die Sportgruppe Staaken in der ersten Berliner Nachkriegsmeisterschaft 1945/46 überzeugen. Die SG Staaken wurde zunächst Sieger der Meisterschaftsgruppe C vor der SG Charlottenburg und der SG Köpenick und wurde in der Endrunde Meisterschafts-Dritter hinter dem Berliner Meister SG Wilmersdorf und der SG Prenzlauer Berg-West.
Die höchste Berliner Spielklasse konnte die SG Staaken noch eine weitere Spielzeit halten, stieg aber 1948 gemeinsam mit der SG Mariendorf in die Amateurliga Berlin ab. Im Jahr 1948 spalteten sich Teile des wieder in SC Staaken umbenannten Clubs zum MTV 06 Staaken ab. In der Folgezeit pendelte der Club in West-Berlin über viele Jahre zwischen Amateurliga sowie der Regionalliga Berlin, wobei die Berliner zweimal an der Deutschen Amateurmeisterschaft teilnahmen. Gegen Wacker München und Victoria Hamburg scheiterten die Berliner aber jeweils frühzeitig.
1986 meldete sich der SC Staaken mit dem Aufstieg in die Landesliga Berlin (später Verbandsliga Berlin; heute Berlin-Liga) wieder im höherklassigen Berliner Regionalfußball zurück, wobei der Aufstieg in die Oberliga Berlin verpasst wurde. Nach zwischenzeitlichen Abstiegen agierte der SC Staaken 1919 längere Zeit in der Landesliga Berlin. 2011 gelang der Wiederaufstieg in die Berlin-Liga, nachdem man in der Landesliga-Staffel 2 Vizemeister geworden war und sich in zwei Relegationsspielen gegen den Vizemeister der Staffel 1, den BSV Hürtürkel, durchsetzte. Als Meister der Saison 2016/17 der Berlin-Liga stieg Staaken 2017 in die Fußball-Oberliga Nordost auf.

## Statistik
- Teilnahme Berliner Stadtliga: 1945/46 bis 1947/48
- Teilnahme Regionalliga Berlin: 1965/66, 1966/67, 1968/69 bis 1970/71
- Ewige Tabelle der Berlin-Liga: 24. Platz

## Personen
- Hans Berndt, 1937 und 1938 dreifacher Nationalspieler für Tennis Borussia, war bis 1936 beim SC Staaken
- Max Burda, Schiedsrichter, seit 2024 in der 1. Bundesliga
- Florian Egerer, Jugendspieler beim SC Staaken, seit 2022 beim VfB Lübeck
- Sidney Friede, Jugendspieler beim SC Staaken, ehemaliger Profi, seit 2022 für Delay Sports Berlin als Amateur im Einsatz in unteren Berliner Ligen
- Oliver Glöden, Jugendspieler beim SC Staaken, zwischen 2003 und 2005 22 Spiele in der 2. Bundesliga für den Karlsruher SC und Rot-Weiß Erfurt
- Marvin Knoll, Jugendspieler beim SC Staaken, seit 2010 für verschiedene Vereine in der 2. Bundesliga und der 3. Liga
- Maximilian Mittelstädt, Jugendspieler beim SC Staaken, seit 2023  beim VfB Stuttgart und seit 2024 Nationalspieler
- Manuel Schmiedebach, Jugendspieler beim SC Staaken, von 2009 bis 2020 181 Bundesligaspiele für Hannover 96 und 1. FC Union Berlin
- Nikos Zografakis, Jugendspieler beim SC Staaken, seit 2023 bei Hessen Kassel